# A BATHING APE
어 베이싱 에이프(A BATHING APE)는 1993년 Nigo(토모아키 나가오)가 우라하라주쿠에 설립한 일본의 패션 브랜드이다.이 브랜드는 남성, 여성 및 아동의 라이프스타일과 스트리트웨어를 전문으로 하며, 일본에서 Bape Store, Bape Firature Store, Bape Kids Store, Bap 독점 아오야마, Bap 독점 교토 등 19개 매장을 운영하고 있다. 교토 상점에는 또한 Bape가 후원하는 다양한 행사와 미술 전시를 위한 공간인 Bape Gallery도 있다. 홍콩, 타이베이, 베이징, 상하이, 광저우, 청두, 칭다오, 선양, 서울, 싱가포르, 뉴욕, 런던, 파리, 마이애미, 로스앤젤레스에 위치한 상점들도 있다.

이 회사는 이전에 (Busy Work Shop), Bape Cuts 미용실, Bape 카페, BABY MILO, The cay Solder를 운영했다. Nigo는 또한 2차 라인 AAPE (A Bathing Ape)와 BAPY (Business Working Lady)를 설립했다. 2011년, 이 회사는 Hong Kong fashion conglomerate I.T Group에 약 280만 달러에 매각되었다. Nigo는 2013년에 브랜드를 떠났다.

## 역사
설립자이자 전 소유주인 니고는 각각 간호사와 광고판 제작자였던 그의 어머니와 아버지가 그의 성격 발전에 큰 영향을 미쳤다고 언급하고 있지만, 부모님 둘 다 일을 했기 때문에 그는 많은 시간을 장난감을 가지고 혼자 지냈다. 그는 또한 DJ/패션 전문가인 후지와라 히로시를 자신의 비즈니스 모델로 인정한다. 그의 별명은 일본어로 "넘버 투"를 의미하는데, 패션 상점인 아스토아로봇의 MD는 그가 신체적으로 후지와라와 유사하다고 언급하면서 이 별명을 만들었다. 니고는 엘비스, 비틀즈, 그리고 비스티 보이즈, 런-디엠씨 같은 힙합 가수들로부터 초기에 영향을 받았다고 말한다. 대학에서 패션 편집을 공부한 후, 그는 뽀빠이 잡지에서 편집자와 스타일리스트로 일했다. 그는 지인에게 400만 엔을 빌린 뒤 언더커버의 준 다카하시과 함께 1993년 4월 1일 우라하라주쿠에 1호점인 노와히를 열었다. 자신의 브랜드를 시작하기로 결심한 그는 1968년 영화 "혹성탈출"의 이름을 따서 이 브랜드의 이름을 지었다. Nigo에 따르면, "BAPE"라는 이름은 "미지근한 물에 목욕하는 유인원"을 지칭하는 것이라고 한다. 일본 사람들은 보통 섭씨 40도 이상의 온도에서 매일 목욕을 한다. 따라서, 미지근한 물에 목욕하는 것은 여러분이 너무 오랫동안 욕조에 머물렀던 물이 차가워졌다는 것을 의미하기 때문에, 만족스럽게 과몰입하는 것이다.
이것은 브랜드 자체의 고객인 젊은 세대의 게으른 부유함을 역설적으로 보여주는 것이다. 그는 브랜드를 노출시키기 위해 공연할 때 티셔츠를 음악가 코넬리우스에게 주었고, 그는 그 티셔츠를 입고 공연하였다. 2년 동안 그는 일주일에 30에서 50개의 셔츠를 생산했고, 반은 팔고 반은 친구들에게 주었다. 1997년, Nigo는 UNKLE의 DJ/프로듀서 James Labelle과 함께 그의 데뷔 앨범 Ape Sounds 언더 Mo'Wax를 발매했다. Nigo는 또한 Parrell Williams의 의류 브랜드인 Billionaire Boys Club와 Ice Cream의 공동 소유자이자 수석 디자이너이다. 2011년 2월 1일, A Bathing Ape가 Hong Kong fashion conglomerate I.T Group에 매각되었다고 발표되었다.T 그룹 I.T사는 A Bathing Ape 지분의 90.27%를 매입했다. 약 21,850,000 홍콩달러(약 2억 8천만원)의 거래에서. 미화 280만 달러), 나.T사는 총 668주를 매입했다. A Bathing Ape의 창조적인 미래와 확장에 관한 정확한 세부 사항은 알려지지 않았지만, A Bathing Ape의 설립자 Nigo는 다음 2년 동안 크리에이티브 디렉터로 자리를 지켰다.

Bape는 일본의 인기 있는 길거리 패션 브랜드이며, 많은 유명인사들이 Bape의 옷을 입고 잡지와 카탈로그에 등장한다.

## 디자인
Bape는 다른 브랜드와 자주 협력하고 스폰지밥 스퀘어 팬츠, 마블 코믹스 캐릭터, 닌텐도, DC 코믹스, 헬로 키티, 산리오 패밀리와 같은 대중 매체의 캐릭터들을 특별히 포함한다. 이러한 디자인은 Bathing Ape 제품군, 굿즈, 액세서리, 후드티, 재킷, 티셔츠 및 신발에 사용된다. A Bathing Ape는 또한 펩시, 코카콜라, 리모아, M*A*C, 꼼데가르송, mastermined Japan, 언더커버, 슈프림, 스투시, 칼하트, 카시오, 아디다스와 같은 유명 브랜드들과 협업하였고, 그리고 비기 스몰스, 위즈 칼리파,.비틀즈 보이, 솔쟈보이, 더 위켄드, 산타나, 푸샤 T, 퍼렐, KAWS, 크라이숀, 린킨 파크, 게리 팬터, 빅 션, 요시프 온 덱, 릴 웨인, 크리스 브라운, 플랫부시 좀비, 트래비스 스콧, 도미노 제네시스, 데미안 릴라드, 키스 에이프와 같은 아티스트들과 협업하였다.

2018년 말, 그 회사는 디즈니 애니메이션 영화 랄프 브레이크스를 기반으로 한 타이인 패션 라인을 생산할 것이라고 발표했는데, 이것은 BAPE가 최초로 디즈니와 직접 제휴한 것으로 기록되었다.